# Kefar Jedidja
Kefar Jedidja (hebr. כפר ידידיה) – moszaw położony w samorządzie regionu Emek Chefer, w Dystrykcie Centralnym, w Izraelu.
Leży na równinie Szaron na północny wschód od miasta Netanja, w otoczeniu moszawów Bet Jicchak-Sza’ar Chefer, Awichajil, Giwat Szappira, Hadar Am i Kefar Monash.

## Historia
Moszaw został założony 9 kwietnia 1935 przez żydowskich imigrantów z Niemiec. Budowę osady sfinansowali Żydzi z Aleksandrii w Egipcie. Nazwano go na cześć żydowskiego filozofa Filona z Aleksandrii, nazywanego także jako Jedidja.

## Kultura
W moszawie jest ośrodek kultury i biblioteka.

## Gospodarka
Gospodarka moszawu opiera się na intensywnym rolnictwie, sadownictwie i uprawach w szklarniach.

## Komunikacja
Lokalną drogą prowadzącą w kierunku wschodnim można dojechać do drogi ekspresowej nr 4  (Erez–Kefar Rosz ha-Nikra) i moszawu Kefar Monash. Przez centrum moszawu przebiega droga nr 5700 , którą jadąc na południe dojedzie się do moszawu Bet Jicchak-Sza’ar Chefer, lub na północ do moszawu Hadar Am. Lokalna droga prowadzi na zachód do moszawu Awichajil.